# داور همدانی
سید کاظم حسینی متخلص به داور همدانی در سال ۱۳۰۰ خورشیدی در شهر همدان متولد شد. او دوران تحصیل را در همدان گذرانید و شعر و شاعری را در محضر شاعر شهیر آزاد همدانی آموخت. اولین اثر وی در سال ۱۳۲۵ به نام روان الوند منتشر شد و در سال ۱۳۳۰ روزنامه تاریخ را منتشر کرد. افکار و اندیشه‌های عارفانهٔ او در غزل‌های و قصایدش متجلی است. روحیهٔ شوخ‌طبعی و طنزگویی او در غزلیاتش قابل درک است. وی در تیر ۱۳۷۱ چشم از جهان فرو بست و در همدان مدفون گردید. دیوان شعری از داور همدانی به جای مانده‌است.